# 잠도 (완도군)
잠도(蠶島)는 전라남도 완도군 노화읍에 있는 섬이다. 특정도서로 지정하여 관리되고 있다.

## 특정도서
잠도는 식생이 우수하여 생태적, 학문적 보전가치가 높고, 멸종위기야생동물Ⅰ급인 매와 칼새의 번식지가 있어 「독도 등 도서지역의 생태계보전에 관한 특별법」에 의거 특정도서로 지정되었다.
- 지정번호 : 제156호
- 면적 : 76,562m2
- 지번 : 전라남도 완도군 노화읍 방서리 산 151